# Zapasy na Igrzyskach Ameryki Środkowej i Karaibów 2006
Turniej w ramach Igrzysk w 2006 roku rozgrywany w Cartagena de Indias

## Tabela medalowa
Gospodarz zawodów został zaznaczony kolorem.
| Poz.  | Państwo    |    |    |    | Łącznie |
| ----- | ---------- | -- | -- | -- | ------- |
| 1.    | Kuba       | 12 | 3  | 2  | 17      |
| 2.    | Wenezuela  | 5  | 5  | 7  | 17      |
| 3.    | Kolumbia   | 1  | 4  | 8  | 13      |
| 4.    | Dominikana | 1  | 4  | 6  | 11      |
| 5.    | Portoryko  | 0  | 2  | 4  | 6       |
| 6.    | Panama     | 0  | 1  | 3  | 4       |
| 7.    | Salwador   | 0  | 0  | 3  | 3       |
|       | Meksyk     | 0  | 0  | 3  | 3       |
| 9.    | Gwatemala  | 0  | 0  | 2  | 2       |
| Razem | Razem      | 19 | 19 | 38 | 76      |

## Wyniki

### W stylu klasycznym
| Waga  | złoty                | srebrny          | brązowy             | brązowy           |
| ----- | -------------------- | ---------------- | ------------------- | ----------------- |
| 55 kg | Lázaro Rivas         | Jansel Ramírez   | Jorge Cardozo       | Julio Muñoz       |
| 60 kg | Luis Liendo          | Roberto Monzón   | Iván de Jesús Duque | Milton Bailey     |
| 66 kg | Mayli Raúl Consuegra | Ángelo Mota Brea | Endrix Arteaga      | Julio Cuenú       |
| 74 kg | Odelis Herrero       | Jarlis Mosquera  | Edwin Abreu         | Elton Brown       |
| 84 kg | José Arias Paredes   | Eddy Bartolozzi  | Samuel Arroyo       | Cristian Mosquera |
| 96 kg | Luis Talavera        | Alain Rivas      | Alexis Rodríguez    | Manuel Simonó     |

### W stylu wolnym
| Waga   | złoty            | srebrny         | brązowy            | brązowy                |
| ------ | ---------------- | --------------- | ------------------ | ---------------------- |
| 55 kg  | René Montero     | Fredy Serrano   | Luis Portillo      | José Mauricio González |
| 60 kg  | Yandro Quintana  | Aneudy Navarro  | Vladimir Hernandez | Nelson García          |
| 66 kg  | Geandry Garzón   | Ricardo Roberty | Edison Hurtado     | Pedro Soto             |
| 74 kg  | Serguei Rondon   | Máximo Blanco   | Richard Ramos      | Leonardo González      |
| 84 kg  | Roerlandy Zúñiga | Rosmel Gil      | Manuel García      | Rodrigo Piedrahita     |
| 96 kg  | Michel Batista   | Matthew White   | Luis Vivenes       | Arnulfo Hernández      |
| 120 kg | Disney Rodríguez | Alfredo Far     | Gamalier Coats     | Edgar Becerra          |

### W stylu wolnym kobiet
| Waga  | złoty              | srebrny                 | brązowy           | brązowy            |
| ----- | ------------------ | ----------------------- | ----------------- | ------------------ |
| 48 kg | Mayelis Caripá     | Maryuri Valencia Cortés | Guadalupe Pérez   | Massiel Jiménez    |
| 51 kg | Maria Sarmiento    | Reina Paulino           | Enid Rivera       | Yamilka Del Valle  |
| 55 kg | Sandra Roa         | Sheila Espinosa         | Lil Canales       | Marcia Andrades    |
| 59 kg | Yoselin Rojas      | Mabel Fonseca           | Yagnelis Mestre^* | Virginia Mendoza   |
| 63 kg | Yaritza Abel       | Sandra Amado            | ^** Ana González  | Damaris Ubieres    |
| 67 kg | Lisset Hechavarría | Jeresmit Weffer         | ^** Verónica Lazo | Greysi Félix Alejo |

- ^* inne źródła podają Jackeline Rentería (COL)
- ^** Według gazet z tamtego okresu[1]kolejność na trzecich miejscach była następująca: 63 kg. Damaris Ubieras (DOM) i Diana Miranda (MEX) ; 67 kg. Greysi Félix Alejo (MEX) i Elsa Sánchez (DOM). Natomiast publikacje historyczne odnośnie do igrzysk[2] podają trzecie miejsca tylko dla jednej zawodniczki w każdej wadze (Gonzales, Lazo), albo wersję, która została zamieszczona powyżej[3] Mirandzie i Sanchez przypisując piąte miejsca.